# خدا را شکر (فیلم ۲۰۱۰)
خدا را شکر (به هندی: Bumm Bumm Bole) و (به انگلیسی: Praise be to the lord!) فیلمی هندی محصول سال ۲۰۱۰ و به کارگردانی پریادارشان است. در این فیلم بازیگرانی همچون دارشیل سفری، آتول کولکارنی، ریتوپارنا سنگوپتا، ضیاه واستانی، آرچانا سوسیلان و کاویری جها ایفای نقش کرده‌اند. این فیلم بازسازی فیلم ایرانی بچه‌های آسمان ساخته مجید مجیدی است.